# Paracles costata
Paracles costata là một loài bướm đêm thuộc phân họ Arctiinae, họ Erebidae.